# Veľký Sokol

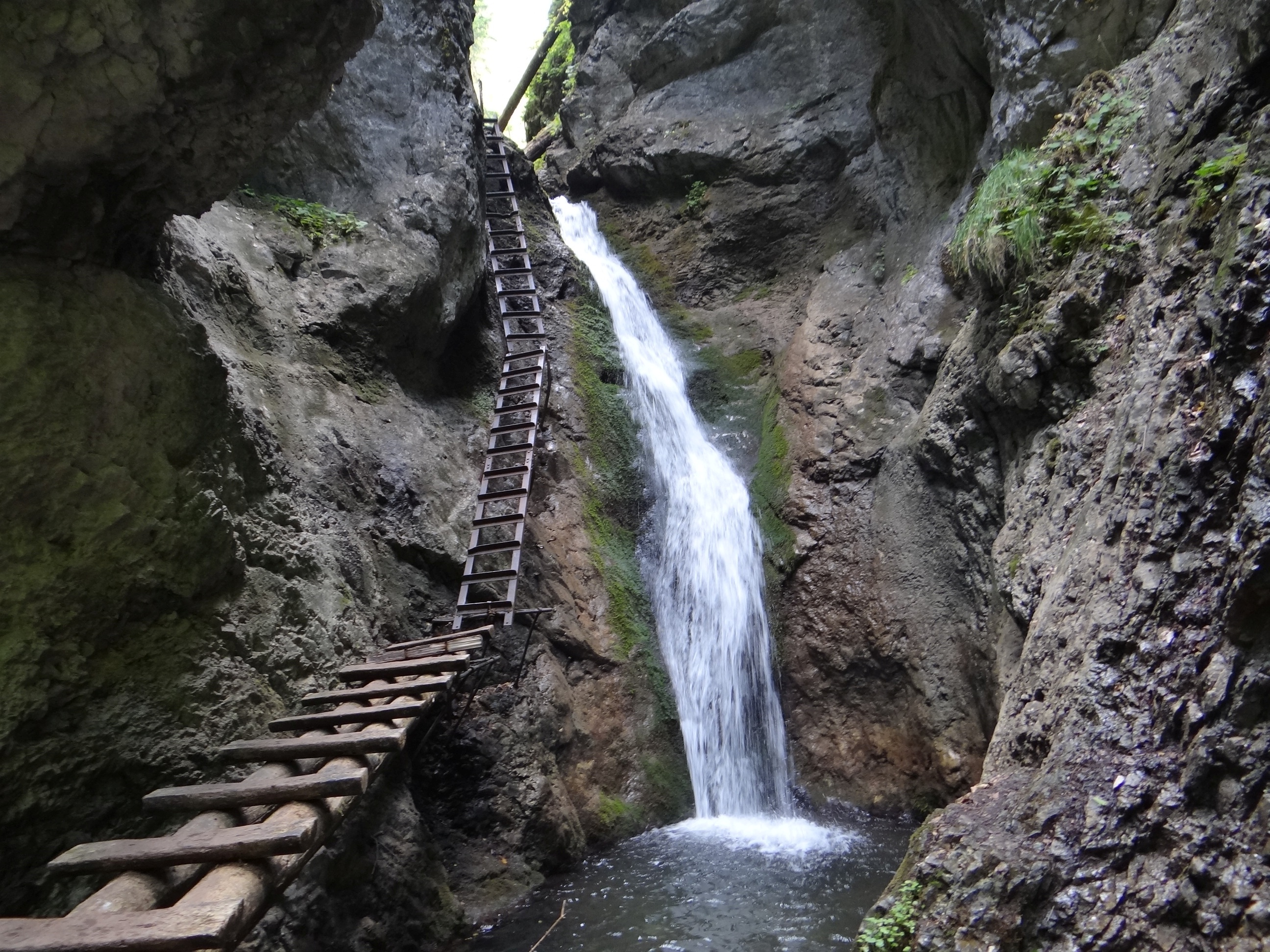

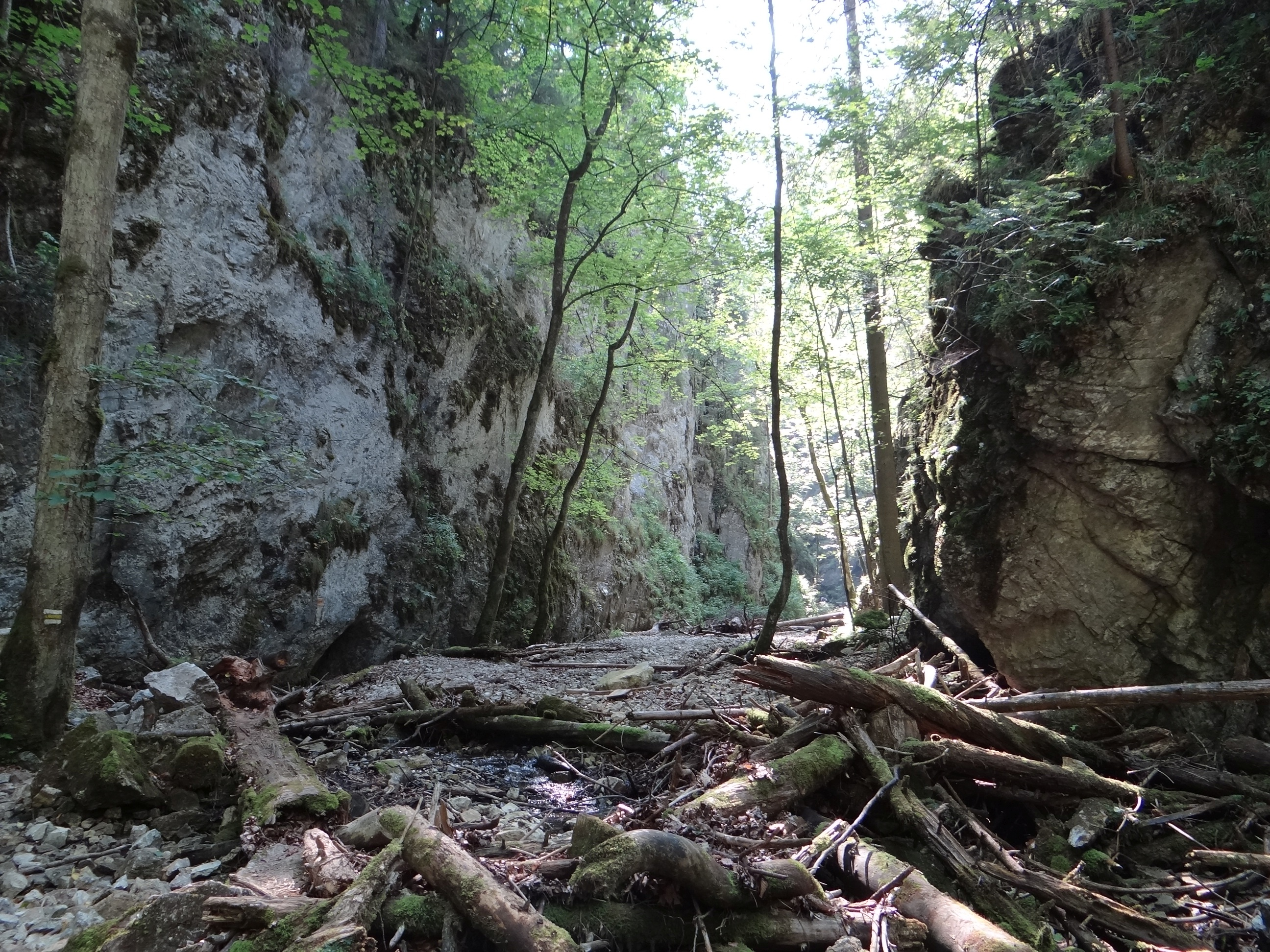

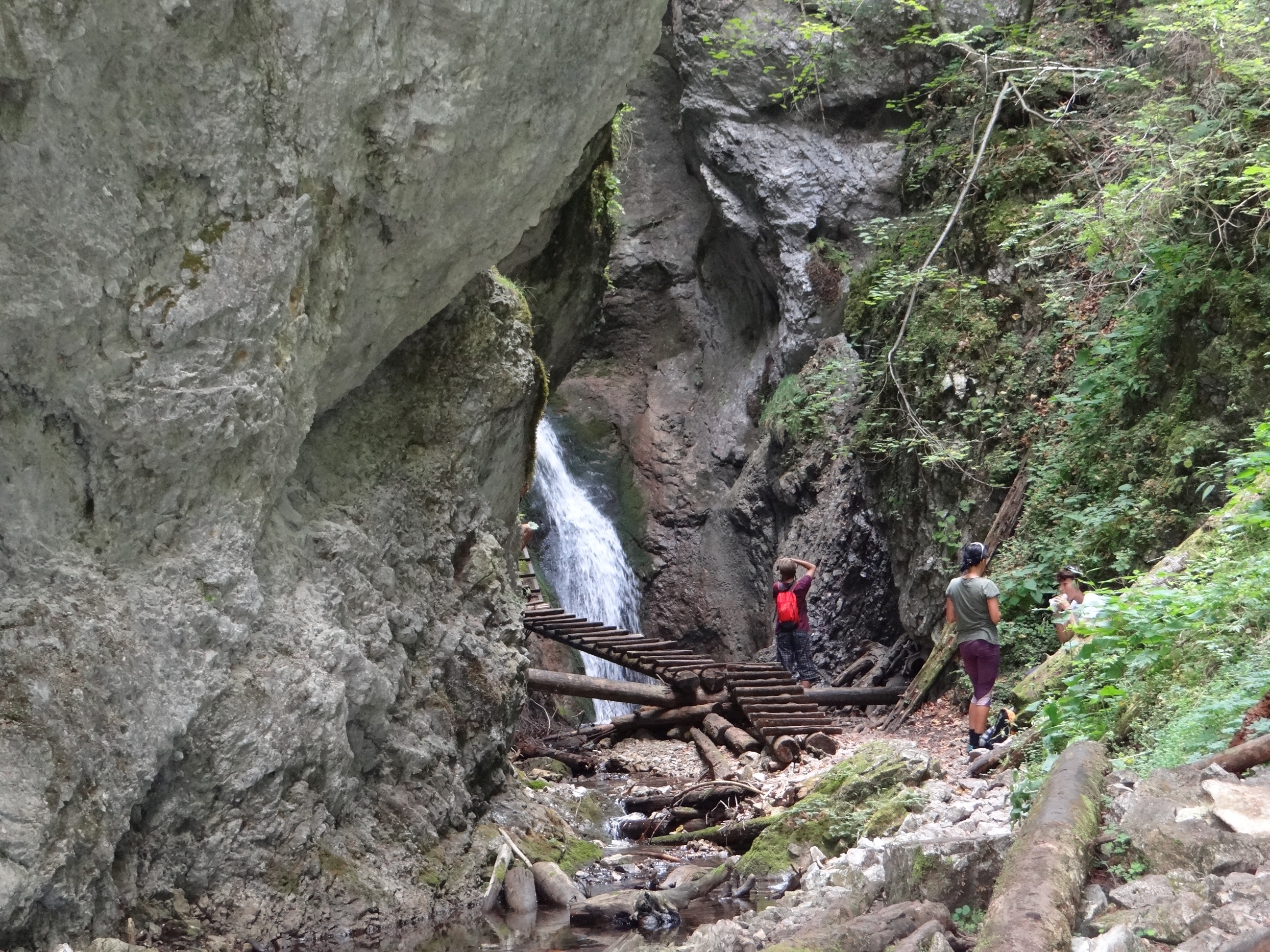

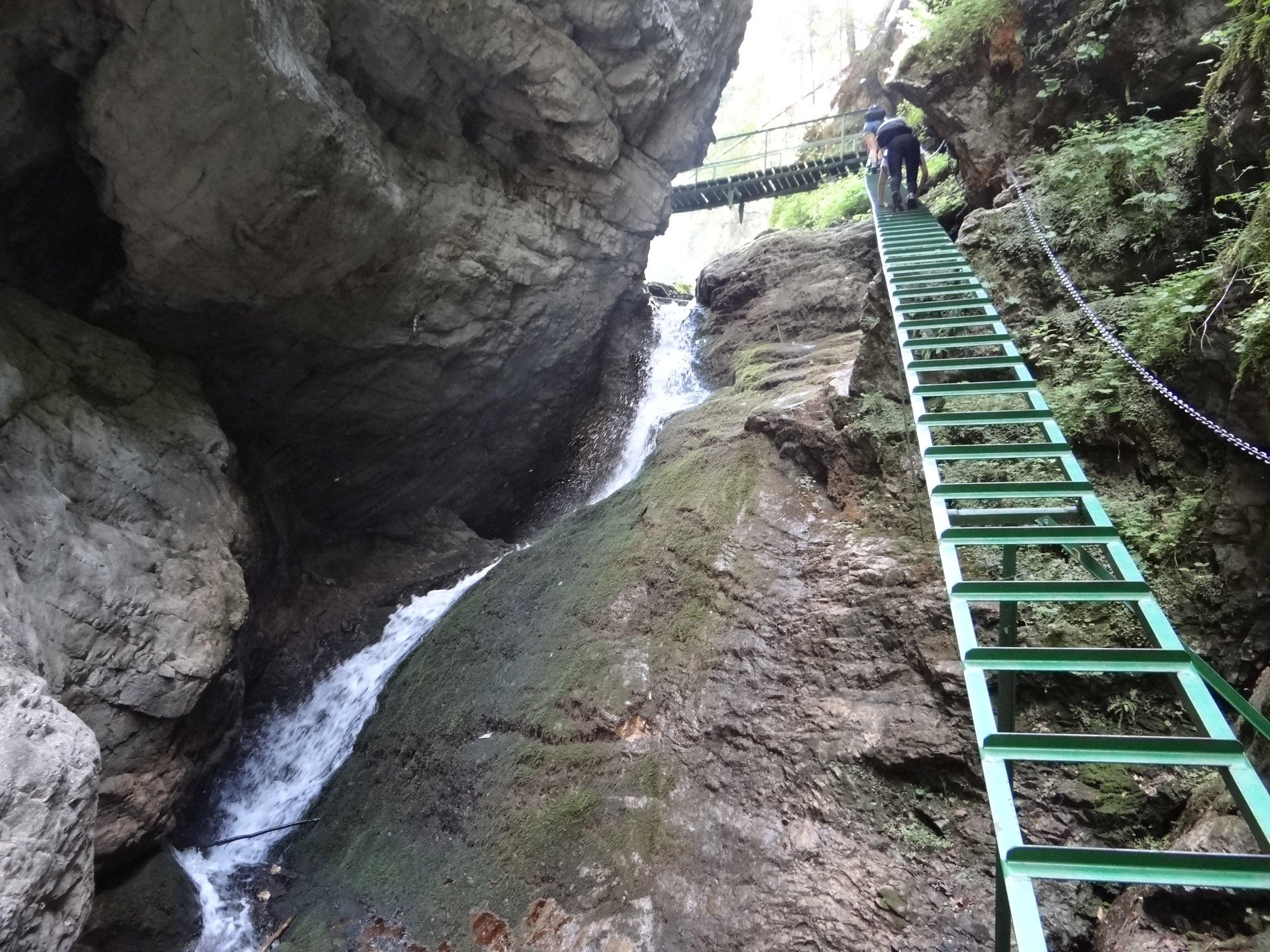

Veľký Sokol (pol. Wielki Sokół) – krasowa dolina, w większości o charakterze wąskiego, skalnego wąwozu, w Słowackim Raju na Słowacji. Długość ok. 6 km. Najdłuższa i według niektórych ocen najpiękniejsza z roklin Słowackiego Raju.

## Położenie
Znajduje się w zachodniej części Słowackiego Raju. Zaczyna się w samym centrum masywu, na południe od płaskowyżu Glac, przy tzw. Glackiej Drodze (słow. Glacká cesta; 899 m n.p.m.). Opada prawie dokładnie w linii z południowego wschodu na północny zachód. Jej dolny wylot znajduje się w dolinie Wielkiej Białej Wody (słow. Veľká Biela voda), koło leśniczówki Sokol, na wysokości 620 m n.p.m. Doliną spływa potok Sokol, który wpada do potoku Veľká Biela voda.
Ok. 1,2 km przed wylotem, na wysokości ok. 635 m n.p.m., z lewej strony (od południa) do Wielkiego Sokoła uchodzi dolina Malý Sokol z równoimiennym potokiem.

## Morfologia
Dolina została wycięta wodami spływającego nią potoku w mezozoicznych wapieniach budujących płaskowyż Słowackiego Raju. Środkowa część doliny, w której jest największe nagromadzenie progów i skalnych przesmyków, nosi nazwę Kamenné vráta. Skalne ściany osiągają tu miejscami wysokość 300 m, a zbliżają się do siebie na odległość niewiele ponad 1 metr. Znajdują się tu dwa wywierzyska oraz liczne wodospady (idąc od dołu): Malé Kaskády, Malý vodopád (wysokość 8,5 m), Veľké Kaskády, Veľký vodopád (wysokość 7 m). W dolinie (w granicach rezerwatu przyrody Sokol - patrz niżej) zidentyfikowano ponad 50 jaskiń. Najwyższy odcinek wąwozu nosi nazwę Róthova roklina – dla uczczenia głównego „odkrywcy” wąwozów Słowackiego Raju dla ruchu turystycznego, Martina Rótha. Informuje o tym niewielka metalowa tablica, przytwierdzona do skały na początku rokliny.

## Ochrona przyrody
Dolina Veľký Sokol znajduje się na terenie Parku Narodowego Słowacki Raj. Cała dolina jest objęta rezerwatem przyrody Sokol.

## Turystyka
Wąwozy Słowackiego Raju przez długi czas leżały na uboczu zainteresowań turystów. Pierwszego turystycznego przejścia wąwozu dokonali dopiero 20 sierpnia 1898 r. Martin Róth – aktywny działacz turystyczny ze Spiskiej Nowej Wsi, Michal Karolíny – profesor seminarium nauczycielskiego tamże oraz botanik dr Nándor Filarszky. 24 września 1898 r., miało miejsce drugie przejście doliny, również pod kierownictwem M. Rótha. Podczas tej wycieczki Wilhelm Forberger, profesor rysunku z Lewoczy, wykonał pierwsze znane fotografie, przedstawiające wąwozy Słowackiego Raju.
Od tego czasu dolina, wyposażona w prymitywne drewniane ułatwienia, była bardzo chętnie odwiedzana. Przejście nią nigdy nie nastręczało nadmiernych trudności. Jej atrakcyjność polega na znacznej długości i dużej ilości kolejno pojawiających się, zróżnicowanych widoków. Ilość turystów znacząco wzrosła po II wojnie światowej, a zwłaszcza po wyposażeniu doliny w nowoczesne, trwałe ułatwienia techniczne. Pierwsze stalowe drabinki zamontowali w wąwozie członkowie Horskej služby Slovenský raj w 1956 r. Później przybyły kolejne elementy: łańcuchy, kładki oraz charakterystyczne dla tych gór stalowe, ażurowe półeczki, utwierdzone w skale (słow. stupačky).
Aktualnie doliną biegnie żółto znakowany szlak turystyczny od leśniczówki Horáreň Sokol w dolinie Wielkiej Białej Wody na płaskowyż Glac. Ruch w dolinie jest jednokierunkowy: przejście możliwe jest tylko w kierunku z dołu do góry i trwa ok. 2 godz. 45 min.
Szlaki turystyczne
 Horáreň Sokol – Veľký Sokol – Glacká cestá. Czas przejścia 2.30 h.